# Heliotropium curassavicum
Heliotropium curassavicum es una especie de planta herbácea perteneciente a la familia de las boragináceas. Es originaria de  América, desde Canadá hasta Argentina, y puede encontrarse en otros continentes como especie introducida.

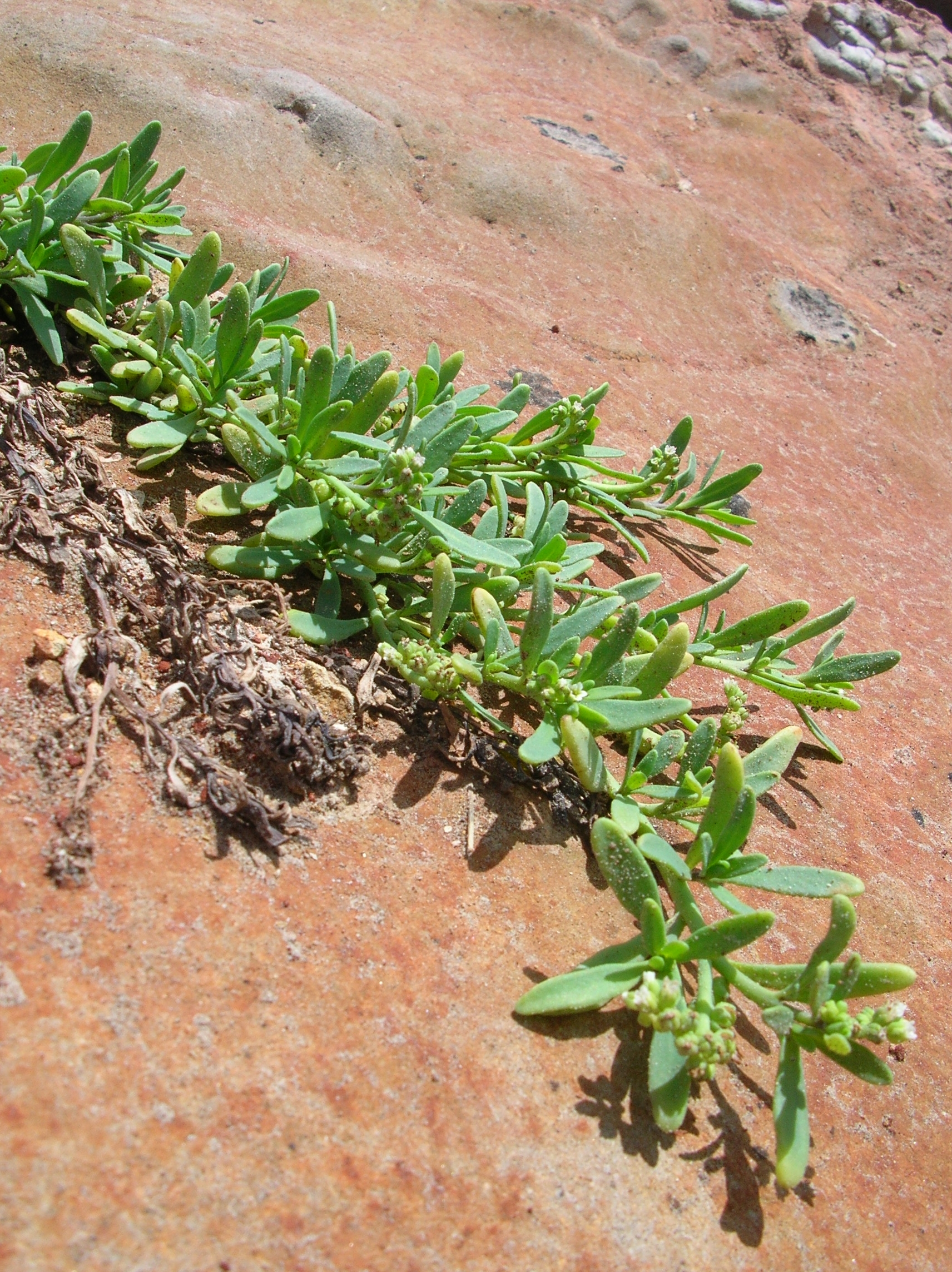
Vista de la planta en su hábitat

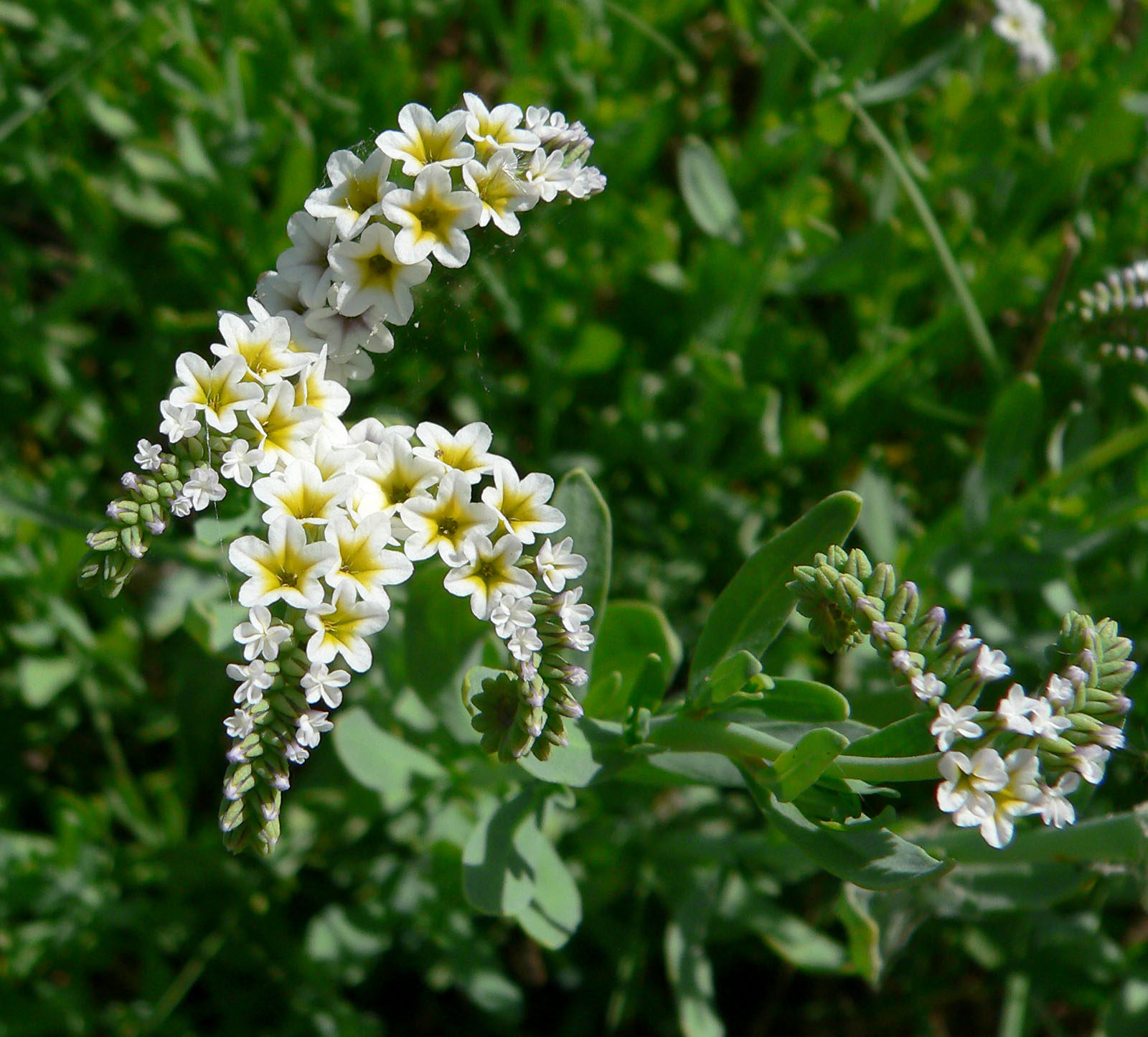
Inflorescencia

## Descripción
Prospera en suelos salobres, como la arena de la playa y pisos alcalinos. Se trata de una planta perenne herbácea que puede tomar la forma de una postrada enredadera por el suelo o forma de arbusto erecto que alcanza un tamaño de 0,5 m de altura. El tallo y follaje son carnosos, con las hojas gruesas y ovaladas. Las abundantes inflorescencias se encrespan, formando una doble fila de pequeñas flores con forma de campana. Cada flor es de color blanco con cinco lóbulos redondeados y una garganta de color púrpura o amarillo. El fruto es una núcula suave.

## Taxonomía
Heliotropium curassavicum fue descrita por Carlos Linneo y publicado en Species Plantarum 1: 130. 1753.
Etimología
Heliotropium: nombre genérico que deriva de Heliotrope (Helios que significa en griego "sol", y tropein que significa "volver") y se refiere al movimiento de la planta mirando al sol.
curassavicum: epíteto
Variedades aceptadas
- Heliotropium curassavicum var. fruticulosum I.M. Johnst.
- Heliotropium curassavicum var. oculatum (A. Heller) I.M. Johnst. ex Tidestr.

Sinonimia
- Coldenia succulenta Peter
- Heliotropium angustifolium Raf.
- Heliotropium chenopodioides Humb. & Bonpl. ex Willd.
- Heliotropium chilense Bertero
- Heliotropium curassavicum var. chenopodioides (Humb. & Bonpl. ex Willd.) Lehm.
- Heliotropium curassavicum var. curassavicum
- Heliotropium curassavicum var. violaceum Ram. Goyena
- Heliotropium glaucophyllum Moench
- Heliotropium glaucum Salisb.
- Heliotropium lehmannianum Bruns
- Heliotropium portulacoides DC. ex Bello
- Heliotropium virens E.Mey. ex DC.[2]

## Nombres comunes
- En Cuba: alacrancillo de mar o de playa, yerba del vidrio.[3]
- En Brasil: cresta de gallo[3]
- En Chile: jaboncillo, cola de alacrán.
- En Argentina: doble gama, cola de gama.